# Praça da Sé

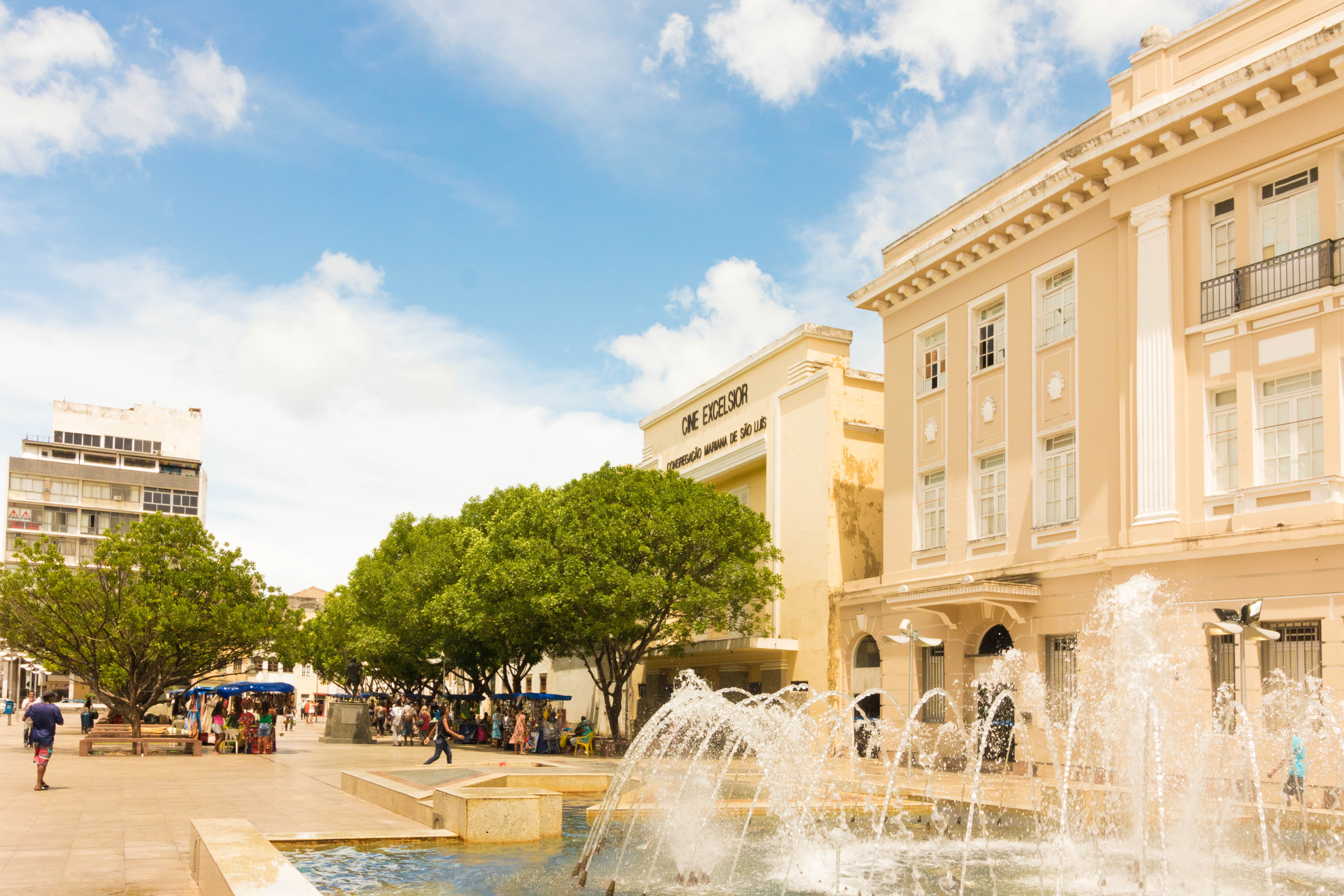
Praça da Sé en 2017.

La Praça da Sé est une place publique du centre historique de Salvador de Bahia, au Brésil.